# Comment j'ai tué mon père (roman)
Pour les articles homonymes, voir Comment j'ai tué mon père.
Comment j'ai tué mon père est un roman du journaliste Frédéric Vion, édité chez Flammarion paru en 2015, qui raconte l'effondrement industriel de la Lorraine des années 1980 à travers l'histoire d'une famille et d'un père violent.